# Rhynchobatus
Rhynchobatus (Gr.: „rhingchos“ = Schnauze, Lat.: „batis“ = Rochen) ist eine Gattung der Rochen (Batoidea). Die großen, bis drei Meter langen Fische leben im Roten Meer, im Indopazifik und im östlichen Atlantik, an der Küste Westafrikas, auf dem Kontinentalschelf. Sie ernähren sich von bodenbewohnenden Fischen, Krebs- und Weichtieren und sind ovovivipar.

## Merkmale
Rhynchobatus-Arten vermitteln in ihrem Aussehen zwischen Haie und Rochen. Der Vorderteil des Körpers mit Kopf und Schnauze bildet einen spitzen Winkel, Brust- und Bauchflossen sind deutlich vom Körper abgesetzt, die erste Rückenflosse sitzt über den Bauchflossen, die zweite auf dem Schwanzstiel. Der Schwanz endet in einer großen, zweilappigen Schwanzflosse.

## Arten
- Rhynchobatus australiae Whitley, 1939
- Rhynchobatus cooki Last, Kyne & Compagno, 2016
- Rhynchobatus djiddensis (Forsskål, 1775)
- Rhynchobatus immaculatus Peter R. Last, Hsuan-Ching Ho & Rou-Rong Chen, 2013[1]
- Rhynchobatus laevis (Bloch & Schneider, 1801)
- Rhynchobatus luebberti Ehrenbaum, 1915
- Rhynchobatus mononoke Koeda et al., 2020[2]
- Rhynchobatus palpebratus Compagno & Last, 2008
- Rhynchobatus springeri Compagno & Last, 2010[3]

## Belege
1. ↑  Peter R. Last, Hsuan-Ching Ho & Rou-Rong Chen: A new species of wedgefish, Rhynchobatus immaculatus (Chondrichthyes, Rhynchobatidae), from Taiwan. Zootaxa 3752: 185–198 (24 Dec. 2013)
2. ↑  Koeda, K., Itou, M., Yamada, M. & Motomura, H. (2020): Rhynchobatus mononoke, a new species of wedgefish (Rhinopristiformes: Rhinidae) from Japan, with comments on Rhynchobatus laevis (Bloch and Schneider 1801). Ichthyological Research, September 2020. DOI: 10.1007/s10228-020-00777-z
3. ↑  L.J.V. Compagno, P.P. Last: A new species of wedgefish, Rynchobatus springeri (Rhynchobatoidei, Rhynchobatidae), from the Western Pacific. In: P.P. Last, W.T. White, J.J. Pogonoski (Hrsg.): Descriptions of new sharks and rays from Borneo. CSIRO Marine and Atmospheric Research Paper no. 32; S. 77–88. (Volltext; PDF; 7,6 MB)